# Tor Egil Johansen
Tor Egil Johansen (Oslo, 8 agosto 1950) è un ex calciatore norvegese, di ruolo centrocampista.

## Carriera

### Club
Johansen vestì la maglia dello Skeid dal 1969 al 1975, contribuendo alla vittoria della Coppa di Norvegia 1974. Passò poi al Lillestrøm, dove arrivarono due titoli nazionali consecutivi e il double nel 1977, con il successo nell'edizione stagionale della Coppa di Norvegia. Terminata questa esperienza, fece ritorno allo Skeid.

### Nazionale
Johansen conta 52 presenze e 7 reti per la Norvegia. Esordì il 26 maggio 1971, nella vittoria per 3-1 sull'Islanda. Il 23 febbraio 1972 arrivò la prima rete, nella sconfitta per 2-1 contro Israele. Il 18 giugno 1975, festeggiò la 25ª presenza in Nazionale, ricevendo così il Gullklokka.

## Palmarès

### Club
- Coppa di Norvegia: 2

Skeid: 1974
Lillestrøm: 1977
- Campionato norvegese: 2

Lillestrøm: 1976, 1977

### Individuale
- Gullklokka

1975